# Modello di Milne

Versione tridimensionale dello spaziotempo di Minkowski. Il modello di Milne segue la descrizione dello spaziotempo fornita nella relatività ristretta.

Il modello di Milne era un modello cosmologico basato sulla relatività speciale proposto da Edward Arthur Milne. È un caso particolare della metrica FLRW nel limite in cui la densità tende a zero ed esso segue il principio cosmologico; tuttavia la previsione data da questo modello, ovvero una densità critica Ωtot prossima a zero e una curvatura spaziale negativa, è in contraddizione con le osservazioni che mostrano una densità critica prossima a uno e una curvatura spaziale nulla.

## Metrica di Milne
La metrica di Friedmann, Lemaitre, Robertson e Walker (metrica FLRW) si riduce al caso particolare dell'universo di Milne per uno spaziotempo che è un vuoto perfetto senza materia, radiazione elettromagnetica o una costante cosmologica, perciò la cosmologia di Milne corrisponde a una soluzione delle equazioni di campo di Einstein per:
{\displaystyle T_{ab}=0}.
La metrica di Milne segue il fattore di scala quando la metrica FRLW è una costante nel tempo, ottenendo:
{\displaystyle ds^{2}=c^{2}dt^{2}-dr^{2}-r^{2}d\Omega ^{2}}
dove:
{\displaystyle d\Omega ^{2}=d\theta ^{2}+\sin ^{2}\theta d\phi ^{2}}
e dove:
{\displaystyle r}
fornisce la distanza di moto proprio tra due punti nell'universo e le costanti appropriate sono incluse nelle coordinate rilevanti. La metrica di Milne è perciò una semplice riaffermazione della metrica di Minkowski.
Mentre la metrica FLRW spiega la relazione tra redshift e distanza delle galassie tramite l'espansione metrica dello spazio, il modello di Milne non presenta l'espansione dello spazio, perciò lo spostamento verso il rosso, eccetto quello causato da effetti gravitazionali locali, viene ricondotto a una velocità di recessione associata all'ipotetica esplosione. Milne sviluppò questo modello in maniera indipendente rispetto alla relatività generale, ma si basò sulla relatività ristretta. Siccome anche nell'universo di Milne vale l'equivalenza massa-energia, questo modello viola la relatività generale, in particolare il principio che la materia e l'energia curvano lo spaziotempo. L'universo di Milne è inoltre incompatibile con alcune osservazioni cosmologiche, in particolare non predice la radiazione cosmica di fondo né l'abbondanza degli elementi leggeri, tutte prove che rendono la teoria del Big Bang maggiormente verificata rispetto alle altre teorie.

## Funzione di densità di Milne
Milne propose che la densità dell'universo cambi nel tempo a partire da un'esplosione iniziale di materia. Il modello di Milne considera una funzione di densità non omogenea che è un'invariante di Lorentz nell'intorno dell'evento t=x=y=z=0. Quando la distribuzione di densità di Milne viene messa in grafico, essa mostra un modello Lobachevskiano sferico a tre dimensioni in cui i bordi esterni si muovono a velocità prossime a quella della luce. Ogni corpo inerziale appare al centro dell'esplosione e osserva un universo omogeneo e isotropo in ossequio al principio cosmologico.
A meno che l'universo così supposto abbia densità prossima allo zero, la proposta di Milne non segue la relatività generale per quanto riguarda la curvatura dello spazio causata da una distribuzione globale della materia come avviene in realtà nella struttura a grande scala dell'universo.

## Differenze tra il modello di Milne e altri modelli
Per poter spiegare la presenza della materia dell'universo, Milne propose un'esplosione fisica di materia che non ebbe effetti sulla geometria dell'universo. Questo è in contrasto con l'espansione metrica dello spazio che è una caratteristica importante di molti modelli cosmologici, inclusi il Big Bang e la teoria dello stato stazionario. L'universo di Milne condivide una certa somiglianza con l'universo statico di Einstein nel quale la metrica dello spazio non è dipendente dal tempo. A differenza di questo modello di universo, la proposta di Milne contraddiceva le equazioni di campo di Einstein per scale cosmologiche. La relatività speciale diventa una proprietà globale dell'universo di Milne, mentre quella generale vale solo a livello locale. Nei modelli cosmologici più accettati accade il contrario e molti scienziati affermano che mentre l'ultimo caso è compatibile, il primo è matematicamente impossibile.
Quando Milne propose il suo modello, le osservazioni sembravano indicare un universo non omogeneo. Questo portava Milne a ritenere che ci fosse una carenza insita negli altri modelli cosmologici che si basavano sul principio cosmologico, nel quale si afferma che l'universo è omogeneo. Con le attuali osservazioni dell'omogeneità dell'universo a larga scala visibili nella radiazione cosmica di fondo, le problematiche riguardanti l'omogeneità del cosmo sono considerate risolte per la grande maggioranza dei cosmologi osservativi.